# Liu Huan
Liu Huan (en chino tradicional, 劉歡; en chino simplificado, 刘欢; pinyin, Liú Huān) es un famoso cantante chino nacido el 26 de agosto de 1963. Su canción "Asking Myself a Thousand Times for That" (千萬次地問) permaneció en el número uno durante diez semanas en las radios chinas. 
El 8 de agosto de 2008 interpretó "You and Me", la  canción oficial de la Ceremonia de apertura de los Juegos Olímpicos de Pekín 2008 junto con la cantante británica Sarah Brightman.

## Biografía reciente
En 1985, Liu se graduó en la University of International Relations en Pekín, principalmente en francés. Por esto, le enviaron al Ningxia Hui Autonomous Region; su tiempo allí ha influido en su música.

## Artistas y bandas musicales relacionadas
- Cui Jian
- Dou Wei
- Tang Dynasty